# L'Enfant multiple
L'Enfant multiple est un roman d'Andrée Chedid publié en 1989.

## Résumé
Dans la seconde moitié des années 1980, à partir de 1987, nous découvrons Maxime, 40 ans. Il est forain à Paris depuis 5 ans. Cela fait 6 mois qu'il se laisse aller. Un matin il tombe sur un enfant, amputé d'un bras, couché dans son manège. Cet enfant c'est Omar-Jo, orphelin dont les parents, Omar et Annette, sont morts pendant la guerre au Liban, en cause : une voiture piégée. À la suite de cet attentat, Omar-Jo a fui à Paris où il est hébergé par son oncle et sa tante, Antoine et Rosie, récemment arrivés de Beyrouth. Il propose son aide à Maxime en insistant sur la gratuité de la chose. Celui-ci refuse dans un premier temps, mais en observant travailler le garçon décide d'accepter son aide. Malgré son seul bras, le jeune homme se démène comme plusieurs. Il se produit en spectacle, drôle dans un premier temps, puis jouant avec des moments plus sombres, plus intime. Il en vient à raconter les malheurs de son pays. Les affaires reprennent alors ! Il se lie avec Cheranne qui amène Thérèse, une petite fille capricieuse qu'elle garde tous les jours. Omar-Jo envoie des photos du manège à son grand-père nommé Joseph qui habite toujours Beyrouth. Le vieil homme s'invente un manège fidèle à la description de celui que connaît son petit fils. Il envoie une lettre à Maxime pour le remercier avant de s'éteindre quelque temps plus tard. Les semaines passent. Maxime a l'idée de lui offrir une prothèse, mais celui-ci refuse. Il affirme qu'il ne serait plus lui-même. Alors l'homme veut lui faire une autre surprise : l'adopter. Malheureusement, il est renversé par une voiture peu avant de pouvoir le lui annoncer. Il est emmené à l'hôpital où Omar-Jo et Cheranne viennent lui rendre visite. Maxime soumet alors sa proposition. Finalement Omar-Jo est le fils de Maxime !999

## Portée symbolique
L'auteur raconte les différences et les mélanges culturels. Le manège de Maxime est symbole de la vie, des nœuds relationnels, du temps qui passe. Chacun des personnages est une sorte de métaphore d'origine, de culture et de façon de penser. Le titre L'Enfant multiple rappelle évidement les différentes facettes du personnage : Omar-Jo.

## Adaptation au théâtre
Le roman inspire une pièce de théâtre intitulée Omar-Jo, son manège à lui, adaptée par la metteure en scène Anne Kessler et l’auteur Guy Zilberstein, créée au Studio-théâtre de la Comédie française en septembre 2024. Ã cette occasion, les médias reviennent sur le roman d'Andrée Chédid : « L'écriture d'Andrée Chedid emporte le spectateur d'un Beyrouth blessé et tragique vers un Paris de fête et d'enfance retrouvée. », « cette fiction peuplée d’êtres meurtris par l’Histoire ».